# جيرمين داريلنغتون
جيرمين داريلنغتون (بالإنجليزية: Jermaine Darlington)‏ هو لاعب كرة قدم بريطاني، ولد في 11 أبريل 1974 في Hackney Central ‏ في المملكة المتحدة. لعب مع تشارلتون أثلتيك وكارديف سيتي وكوينز بارك رينجرز ونادي واتفورد ونادي ويمبلدون.

## وصلات خارجية
- جيرمين داريلنغتون على موقع قاعدة بيانات كرة القدم.إي يو (الإنجليزية)
- جيرمين داريلنغتون على موقع Soccerbase.com (لاعب) (الإنجليزية)